# Río Flumen
El río Flumen es un río aragonés, un afluente del río Alcanadre. Tiene como principal afluente al Isuela, con un recorrido paralelo hasta su cuenca. Su nacimiento se sitúa en la sierra de Bonés, a 1400 metros de altitud sobre el nivel del mar.

## Toponimia
En latín se distinguía entre rivus ("riachuelo", "arroyo") y flumen / fluvius ("curso importante de agua", "río"), igual que actualmente en rumano se diferencia entre râu y fluviu. En latín hispánico rivus desplazó a flumen, durando más tiempo el uso de flumen en áreas marginales como el Alto Aragón. Todavía hoy en aragonés tensino dicen "en sale un flumen" expresando que, de algún lugar, "salen muchos". Por otra parte la fonética aragonesa, que conserva el grupo fl- (ejemplo clásico de flama), permite que la parabra latina se conserve con menor alteración.